# Hexatoma (Eriocera) murudensis
Hexatoma (Eriocera) murudensis is een tweevleugelige uit de familie steltmuggen (Limoniidae). De soort komt voor in het Oriëntaals gebied.